# Pachodynerus trailii
Pachodynerus trailii är en stekelart som först beskrevs av Cameron.  Pachodynerus trailii ingår i släktet Pachodynerus och familjen Eumenidae. Inga underarter finns listade i Catalogue of Life.